# زیمنس اس۴۵

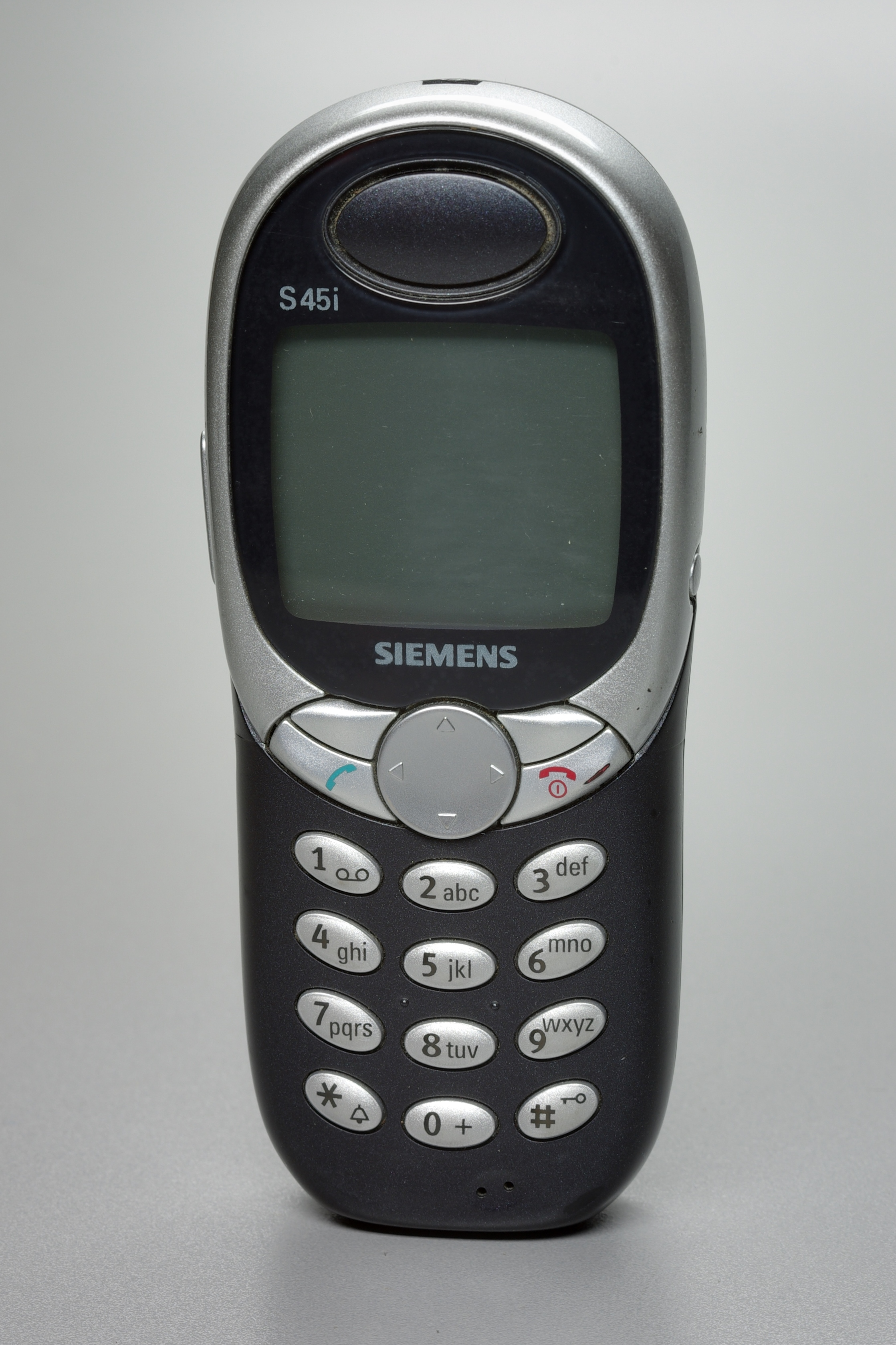
زیمنس اس۴۵ آی بی‌دبلیو

زیمنس اس۴۵ (انگلیسی: Siemens S45) گوشی موبایل محصول سال ۲۰۰۱ میلادی شرکت زیمنس است. این گوشی نخستین نسل موبایل های زیمنس با قابلیت سرویس بسته امواج رادیویی (GPRS) بود. زیمنس اس۴۵ دارای ۳۶۰ کیلوبایت حافظه اینترنتی بود که در زمان خود بسیار قابل توجه محسوب می گردید. 